# لقاح النكاف
حقن النكاف هي حُقن تمنع الإصابة بمرض النكاف حيث تقلل هذه الحقن من انتشار هذا المرض عندما يتم إعطاؤها إلى أغلبية افراد المجتمع الواحد. عند حقن ما يقارب 90% من أفراد المجتمع بهذه الحقن فإن كفاءتها في منع انتشار هذا المرض حينئذ تُقدر ب 85%. يحتاج الفرد إلى جرعتين من هذه الحقن لكي يحصل على حماية طويلة الأمد ضد هذا المرض. الجرعة الأولى ينصح بإعطائها للأطفال ما بين الاعمار من 12 إلى 18 شهر. الجرعة الثانية يفضل إعطاؤها للأطفال من عُمر سنتين إلى ستة سنوات.
الأعراض الجانبية لهذه الحقن عادة ما تكون خفيفة التأثير. حيث قد تسبب هذه الحقن ألم خفيف مع تورم مكان الحقن بالإضافة إلى ارتفاع بسيط في الحرارة. ونادرا ما تظهور أعراض جانبية أخرى. حتى الآن لا توجد أدلة كافية على تأثير هذه الحقن على الأعصاب. يفضل عدم اعطاء هذه الحقن للحوامل وللأشخاص ذوي المناعة الضعيفة. كذلك لم يثبت حتى الآن تأثير هذه الحقن على الأطفال الذين أخذت امهاتهم هذه الحقن اثناء حملهم بهم. وعلى الرغم من أن هذا اللقاح قد تم تطويره في خلايا الدجاج؛ إلا أن هذه اللقاحات اثبتت أنها آمنة على الأشخاص الذين يعانون من حساسية البيض.